# Mahilani (plume)
Il Mahilani è una struttura geologica della superficie di Tritone.